# Brachyhypopomus
Brachyhypopomus es un género de peces de agua dulce de la familia Hypopomidae en el orden Gymnotiformes. Se distribuye en aguas cálidas y templado-cálidas de América central y gran parte de América del Sur, entre otras, en las cuencas del Orinoco, del Amazonas y del Plata, llegando por el sur hasta el Río de la Plata superior, en el centro-este de la Argentina y Uruguay.
Está integrado por 11 especies, las que son denominadas comúnmente bombillas. La especie mayor alcanza una longitud total de 35 cm.

## Taxonomía
Este género fue descrito originalmente en el año 1994 por el ictiólogo venezolano Francisco Mago Leccia.  
Especies
Este género se subdivide en 13 especies:
- Brachyhypopomus beebei (L. P. Schultz, 1944)
- Brachyhypopomus bennetti Sullivan, Zuanon & Cox Fernandes, 2013[3]
- Brachyhypopomus bombilla Loureiro & Ana Silva, 2006[4]
- Brachyhypopomus brevirostris (Steindachner, 1868)
- Brachyhypopomus bullocki Sullivan & Hopkins, 2009
- Brachyhypopomus diazi (Fernández-Yépez, 1972)
- Brachyhypopomus draco Giora, L. R. Malabarba & Crampton, 2008[5]
- Brachyhypopomus gauderio Giora & L. R. Malabarba, 2009[6]
- Brachyhypopomus janeiroensis (W. J. E. M. Costa & Campos-da-Paz, 1992)
- Brachyhypopomus jureiae Triques & Khamis, 2003
- Brachyhypopomus occidentalis (Regan, 1914)
- Brachyhypopomus pinnicaudatus (Hopkins, 1991)
- Brachyhypopomus walteri Sullivan, Zuanon & Cox Fernandes, 2013[3]

Etimología
Brachyhypopomus viene del griego, donde brachys significa 'corto', hipo significa 'bajo', y poma significa 'cubierta'.